# Історія освоєння мінеральних ресурсів Великої Британії

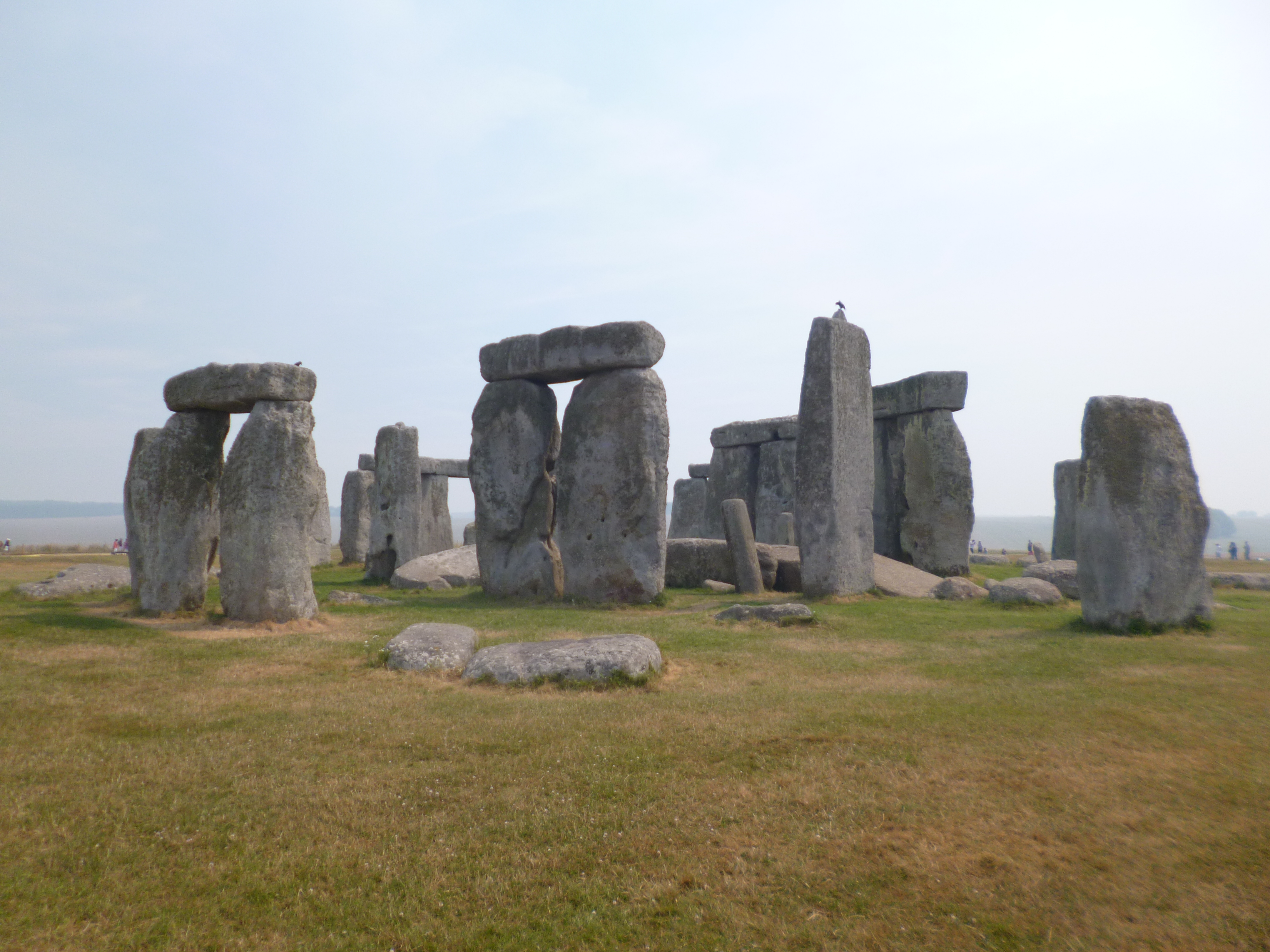
Мегалітичний комплекс "Стоунгендж"

Використання кременю для виготовлення знарядь праці на території Великої Британії почалося з нижнього палеоліту (300–100 тис. років тому). Яскравою ілюстрацією прадавніх способів розробки кременю є копальні Граймс-Грейвс (Норфолк), які датують V–III тис. до н. е Гірничими археологами на площі близько 7 гектарів знайдені до 400 заглиблень — ознак давніх шахт. Їх глибина становила близько 9 м. Від стовбура розходились видобувні штреки, які, часом, поєднувались з іншими стовбурами. Для руйнування порід використовували кам'яні молоти й кирки з рогу. Світильники були зроблені з брусків крейди із заглибленням для жиру. Породу виймали вручну за допомогою мотузок і кошиків.

## Мегаліти
Всесвітньо відомим пам'ятником давнього гірництва є кромлех Стонгендж (мегалітична споруда III–II тис. до н. е) поблизу м. Солсбері. При будівництві мегаліта були використані блоки масою близько 30 т, розробка яких велася в копальні на відстані майже 200 км. Пошук відповідних гірських порід, видобуток і транспортування каменів великих розмірів свідчать про суттєві гірничі надбання давніх народів.

### Стонгендж (Стоунгендж)
Знаходиться посеред рівнини Солсбері в Вілтширі. З Уельсу було привезено 80 брил блакитного пісковика, з яких було складено два концентричних кола. Пізніше замість них було споруджене кільце з 30 величезних монолітів — сарсенів. Всередині цього кільця знаходилися дві підковоподібні конструкції — зовнішня складалася з п'яти сарсенових дольменів (двох вертикальних каменів — менгірів і одного горизонтального), а внутрішня — з 19 кромлехів (плит блакитного пісковика). Сарсени зовнішнього кола, що досягають висоти 5 м, важать близько 26 т кожний. Дата будівництва першого комплексу Стоунгенджа між 2100 і 1600 до н.е.

### Ейвбері-хендж
Ейвбері-хендж менш відомий, ніж Стоунгендж, хоч і перевершує його за розміром і структурою. Його діаметр понад чверть милі, складений валунами вагою до 90 тонн. Камені Ейвбері фігурують серед найбільших з коли-небудь споруджених мегалітів — від 60 до 90 тонн, майже вдвічі важче найбільших дольменів в Стоунгенджі, в Ньюгрейнджі, в Ко Міто.

## Бронзова доба
В кінці бронзової доби в Чеширі та Північному Уельсі почали видобуток мідних, а в Корнуоллі — олов'яних руд. Припускають, що перші розробки металічних руд здійснювали тут фінікійці, найкращі мореплавці Стародавнього Світу. У залізну добу (з V ст. до н. е) відкритим способом добували залізну руду в Гламорганширі. В Кіммериджі (Вессекс) відомі шахти з видобутку сланцю VI ст. до н. е — I ст.
У період римського завоювання Британії (I–IV ст.) гірнича справа значно розвинулася. Римські олов'яні рудники відомі в Дербіширі, в горах Мендіп-Гілс та Галкін і в Корнуоллі. Отримала поширення антична техніка.

## Залізна доба
Після тривалого періоду економічного занепаду (друга половина першого тисячоліття) норманські завойовники (1066 р.) у Флінтширі почали розробляти залізні руди.
Використання вугілля почалося імовірно ще на початку нової ери. Жителі прибережних районів Британських островів протягом багатьох століть збирали так зване «морське вугілля», викинуте хвилями моря на берег. Шматки «морського вугілля» рибалки використовували для опалювання свого житла. Було також поширене кустарне «копання» місцевими мешканцями покладів вугілля, що виходили на поверхню. Організований видобуток вугілля вели з XII ст. В XVI ст. на шахти й рудники Великої Британії запрошуються гірники з Німеччини, які впроваджують передові технології розробки, зокрема видобуток вугілля короткими стовпами при глибині шахт до 30 м. У XVII ст. глибина шахт становила до 90 м. Руди олова, свинцю, срібла в XIV–XVII ст. видобували в Девонширі, горах Мендіп-Гілс, Шропширі (Уельс) у відкритих ямах, потім в траншеях і штольнях. З XIV ст. на шахтах широко застосовують коловорот, з XVII ст. — підіймальні лебідки на водних колесах.
З XVI по XVIII ст. видобуток вугілля зріс із 200 тис. т до 3 млн т/рік, що зумовлено винаходом коксу й розвитком парових двигунів в другій половині XVIII ст. Особливо сприятливі умови для вуглевидобутку склалися в Англії, де вже наприкінці XVII ст. почали будувати вугільні шахти. Починаючи з цього часу вугілля починають активно видобувати і застосовувати для потреб промисловості, а згодом — транспорту.

## Промислова революція
Вугільна галузь Великої Британії була однією з основних, яка заклала основи так званої промислової революції. Саме у вугільній промисловості вперше застосовують паровий двигун Т. Сейвері, який отримав назву «друг шахтаря». У XVIII ст. для водовідливу застосовують насос з паровим двигуном Т.Ньюкомена. Це суттєво збільшило можливості розробки обводнених дільниць на великих глибинах. У 1774 р. Дж. Ватт використав для водовідливу на шахті першу парову машину. У 1738 р. на шахті в Уайтгейвені вперше були прокладені стальні рейки. На початку XIX ст. гірничий інженер Р. Тревітик запропонував використовувати для транспортування візків з вугіллям парові двигуни. В 1814 р. Дж. Стефенсон створив перший паротяг для шахтної рейкової дороги. В ці часи в гірництві Великої Британії використовують нові технічні засоби — шахтні вентилятори з паровим приводом, безпечну рудникову лампу, в якій вогонь був ізольований щільною металевою сіткою (Г. Деві та Дж. Стефенсон, 1815). Кріплення в лавах здійснювали дерев'яними стояками, а з середини XIX ст. з'являються перші в світовому гірництві англійські чавунні стояки. Виймання вугілля проводили ручним інструментом (здебільшого — обушок), за допомогою врубових машин, а також вибухових речовин. Використання електроенергії в гірничій справі почалося з 1880 р. У 1903 р. працювало 149 електричних врубових машин. Наприкінці XIX ст. в країні було близько 4000 шахт, а щорічний видобуток вугілля становив близько 200 млн т. Найвищого підйому вугільна галузь досягла перед першою світовою війною (в 1914–1918 рр. видобувалося близько 290 млн т вугілля на рік). У 1947 р. вугільна промисловість була націоналізована. В 70-х роках XX ст. видобуток вугілля у Великої Британії становив близько 50 % від західноєвропейського, але в 80-ті роки в зв'язку з вичерпанням конкурентноспроможних покладів проведена реструктуризація галузі з ліквідацією значної частини збиткових шахт.
Видобуток руд кольорових металів досяг свого піку в середині XIX ст. В цей час Велика Британія виходить на одне з перших місць у світі з видобутку міді, олова, свинцю. Але до кінця XIX ст. видобуток руд кольорових металів занепадає внаслідок вичерпання запасів й американського імпорту металів. У XX ст. переважає видобуток олова, причому два рудники «Саут-Крофті» та «Дживор» ведуть розробку вже понад 200 років.
Видобуток нафти розпочато на суходолі в 1919 р., але справжній підйом галузі стався в 60–70-х роках, коли було відкрито нафтові родовища в Північному морі.
Загалом у XX ст. Велика Британія формувалася як країна зі змішаною економікою. Сфера виробництва знаходиться в основному в руках великих фірм. Вугільні, газові і електричні компанії, залізниці, чорна металургія, цивільна авіація і частина компаній з надання автотранспортних послуг були націоналізовані в 1945–1951 рр. Лейбористський уряд (1974–1979) створив Британську національну нафтову корпорацію для надання підтримки в експлуатації нафтових ресурсів Північного моря; Національне управління з підприємництва для надання фінансової підтримки приватним компаніям; агентства з розвитку Шотландії і Уельсу. У 1980-і роки консервативний уряд продав в приватні руки 19 найприбутковіших державних компаній — серед них «Бритіш Ейруейз» (Британські авіалінії), «Бритіш гаснув» (Британський газ) і «Бритіш коммьюнітіс» (Британські телекомунікації).
Станом на кінець XX ст. в країні розвідані багаті родовища нафти, природного газу, кам'яного вугілля, каоліну, флюориту, а також родовища олов'яних руд, кам'яної і калійної солей, целестину, вогнетривких глин, нерудних будматеріалів, горючих сланців і невеликі родовища руд заліза, міді, свинцю, цинку, бариту і вітериту.
Основні галузі гірничої промисловості країни на межі XX–XXI ст. — видобуток вугілля, нафти і газу. Видобуток корисних копалин у 1992 (млн т): кам'яного вугілля — 80,8; нафти — 94,3; природного газу — 55,3 млрд м³. У гірничодобувній промисловості діють державні і приватні компанії. У вартісному вираженні мінеральний сектор економіки країни у 2000 р. продукував загалом 27,7 млрд фунтів стерлінгів (19,49 млрд у 1999), в тому числі нафти 16,13 млрд (10,26 млрд), природного газу (включаючи конденсат) 7,72 млрд (5,76 млрд), вугілля 0,92 млрд (1,08 млрд), індустріальні та конструкційні мінерали — 2,4 млрд (2,37 млрд).
Підготовку кадрів гірничо-геологічного профілю здійснюють в університетах Лондону (Королівське гірниче училище, Імперський коледж), Бірмінгему, Лідсу, Ноттінгему, Стратчклайду, Кардіффу, Корнуоллу, Камборну, Нотінгему, а також у Валлійському університеті.